# يوروكيناز
يوروكيناز (اسم تجاري: Abbokinase)،  يسمى أيضاً منشط البلاسمينوجين نمط يوروكيناز (urokinase-type plasminogen activator اختصاراً "uPA")، هو عبارة عن إنزيم من نوع سيرين بروتياز. اكتُشف في العام 1947 على يد ماكفارلان (McFarlane).  تم عزله للمرة الأولى من البول البشري، غير أنه يتواجد في أماكن أخرى، كالدم والنسيج الخارج خلوي. ركيزته الوظيفية (المادة الهدف أو المتأثرة بهذا الإنزيم) هي البلاسمينوجين (مولد البلاسمين) التي تمثل شكلاً غير نشط من السيرين بروتياز المسمى بلاسمين. عملية تنشيط البلاسمين تطلق العنان لسلسلة متوالية من عمليات الانحلال البروتينية، والتي تساهم إما في عمليات حل الخثرات إذا جرت في المجرى الدموي، أو في عمليات تحلل النسيج الخارج خلوي. هذا الأمر يربط اليوروكيناز  بالأمراض الوعائية والسرطان.

## التوصيف
يتألف اليوروكيناز من سلسلتين من البروتينات السكرية تضم 411 من الأحماض الأمينية مع جسور ديسولفيد تربط السلسلتين.

## الشركاء في التفاعلات
أهم مثبطات اليوروكيناز هي السيربينات (مثبطات البروتياز)، والتي تثبط نشاط البروتياز بصورة غير قابلة للعكس.  في النسيج الخارج خلوي، يرتبط اليوروكيناز بأغشية الخلايا من خلال تفاعله مع مستقبل اليوروكيناز.

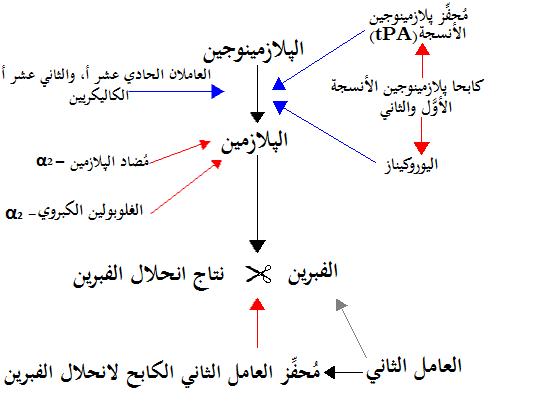
انحلال الفيبرين (مبسط). الأسهم الزرقاء ترمز للتنبيه و الحمراء ترمز للتثبيط.

الوزن الجزيئي لليوروكيناز يبلغ ما يقارب 54000 دالتون. أما الأبوكيناز فهو ذو وزن أقل حيث يبلغ ما يقارب 31000 دالتون.

## اليوروكيناز والسرطان
وُجد بأن المستويات المرتفعة من اليوروكيناز والعديد من منشطات البلاسمينوجين الأخرى ترتبط بظهور الأورام الخبيثة. يُعتقد بأن تحلل النسيج الناجم عن تنشيط البلاسمينوجين يجعل الأنسجة أكثر عُرضة للغزو، وبالتالي، فإنه يُسهم في النقيلة (هجرة الخلايا السرطانية). هذا الأمر يجعل من اليوروكيناز هدفاً دوائياً جذاباً، إذ تم السعي لاستخدام مثبطات اليوروكيناز كعوامل مضادة للسرطان. عموماً، فقد كان للتباينات الموجودة ما بين البشر والفئران دوراً حاسماً في عرقلة عمليات التطوير السريرية الجارية على هذه العوامل.
في السابع من كانون الأول/ديسمبر 2012 ظهر عقار ميسوبرون Mesupron®، وهو مثبط للسيرين بروتياز صغير جزيئياً، تم تطويره من خلال شركة ويليكس للصناعات الصيدلانية، إذ نجح في تجاوز الطور الثاني من الاختبارات. يبدو بأن استخدام ميسوبرون يكون آمناً عند مشاركته مع عقار المعالجة الكيماوية كابيسيتابين (Capecitabine) من أجل تحسين «مدة البقيا خالية النكس» (progression-free survival) في سرطان الثدي البشري.

## التطبيقات السريرية
يُستخدم اليوروكيناز سريرياً كعامل حال للخثرة في علاج الحالات الصعبة من الخثار الوريدي العميق، الانصمام الرئوي، النوبة القلبية (احتشاء عضلة القلب) والغسيل الكلوي. يستخدم أيضاً في علاج الإنصباب الجنبي. قد يكون اليوروكيناز أقل انتقائيةً في ما يتعلق بالبلاسمينوجين المرتبط بالخثرة، إذ يرتبط به وبالملاسمينوجين السائر في المجرى الدموي بصورة متساوية، وذلك على عكس «منشط بلاسمينوجين النسيجي» (tissue plasminogen activator اختصاراً TPA) والذي يتفاعل انتقائياً مع البلاسمينوجين المرتبط بالخثرات، هذا الأمر يجعل من اليوروكيناز أقل تفضيلاً من حيث الاستخدام بالمقارنة مع (TPA).